# Selmar Smit
Selmar Smit is een Nederlandse wetenschapper, spreker en specialist op het gebied van technische opsporing. Hij is werkzaam bij TNO Defensie en Veiligheid (TNO).
Smit heeft zich gespecialiseerd in het toepassen van geavanceerde analyses, big data en kunstmatige intelligentie binnen defensie en politie. Hij is ook de grondlegger van GPT-NL, het eerste Nederlandse AI-model.

## Hunted
Smit is vooral bekend van zijn rol in het televisieprogramma Hunted (sinds 2016), waarin hij fungeert als operationeel specialist binnen het opsporingsteam. In dit programma probeert een groep deelnemers uit handen te blijven van een team van opsporingsdeskundigen. Hij beantwoordt via sociale media ook kijkersvragen.

## Media
Naast zijn werk bij TNO en zijn rol in Hunted is Smit een veelgevraagd spreker en heeft hij bijgedragen aan discussies over de inzet van kunstmatige intelligentie bij opsporingsdiensten. Hij heeft deelgenomen aan interviews en podcasts waarin hij de rol van AI bij het voorspellen en opsporen van crimineel gedrag toelicht.